# 李啓昭
李啓昭（1527年—？），字升甫，號印山，湖廣蕲州卫官籍河南河南府洛陽縣人，明朝政治人物。

## 生平
嘉靖三十四年（1555年）乙卯科湖廣鄉試第七十六名舉人。嘉靖三十五年（1556年）聯捷丙辰科會試第一百九名，三甲第八十二名進士。工部观政，授江西瑞州府推官，三十八年復除直隶庐州府，四十一年升南京户部主事，四十二年升员外，四十三年升郎中，隆慶元年（1567年）升广西南宁府知府。

## 家族
曾祖李珍，指揮同知；祖父李雄，指揮同知；父李本，指揮同知。母王氏，封恭人。兄啓暘（指挥）、啓暉、弟啓晴（生员）。